# Muntanya Al·leluia d'Avatar
La Muntanya Al·leluia d'Avatar (en xinès: 阿凡达-哈利路亚山; pinyin: Āfándá hālìlùyà shān) és una muntanya amb forma de columna situada al Parc forestal nacional de Zhangjiajie, a l'àrea de Wulingyu, (Xina).
Composta principalment de gres i quarsita, té una alçada de 1074 metres.
El 25 de gener de 2010 va ser renomeada per l'Assemblea Popular Provincial d'Hunan al seu nom actual, per haver servit d'inspiració per a les "Muntanyes Al·leluia" de la pel·lícula Avatar, així com per mostrar l'estima al missatge social de la mateixa. Anteriorment era coneguda com la "Columna de l'Univers" (xinès: 乾坤柱; pinyin: Qiánkūn zhù) o la "Columna del Cel del Sud" (xinès: 南天一柱; pinyin: Nán tiān yí zhù).